# Kōichirō Watanabe

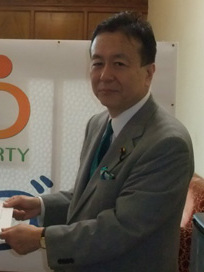

Kōichirō Watanabe (jap. 渡辺 浩一郎, Watanabe Kōichirō; * 31. Mai 1944 in der Präfektur Tokio) ist ein japanischer Politiker. Er gehörte von 1993 bis 1996 und von 2009 bis 2012 dem Shūgiin, dem Unterhaus des japanischen Parlaments, aus der Präfektur Tokio an.
Watanabe schloss 1968 sein Architekturstudium an der Fakultät für Ingenieurwissenschaften der Nihon Daigaku ab. Nach zwei Jahren Forschung am Institut für Stadtplanung der Universität Tokio arbeitete er für Taisei Kensetsu. 1974 legte er die Staatsprüfung als „Architekt erster Klasse“ (ikkyū kenchikushi) ab. 1979 erwarb er an der Nihon Daigaku den Doktorgrad und war anschließend für die damalige Tōkyō-to kaiyō kankyō hozen kyōkai (東京都海洋環境保全協会, „Gesellschaft für maritimen Umweltschutz der Präfektur Tokio“) tätig.
1990 wurde Watanabe Sekretär des Abgeordneten Hirohisa Fujii. Bei der Shūgiin-Wahl 1993 kandidierte er selbst für die Neue Japan-Partei (NJP) im viermandatigen Wahlkreis Tokio 7 und wurde mit dem zweithöchsten Stimmenanteil hinter Naoto Kan (Shaminren) erstmals ins Shūgiin gewählt. Er übernahm anschließend den Vorsitz der Generalversammlung der NJP-Abgeordneten beider Kammern. In den Parteiumbildungen der 1990er Jahre folgte Watanabe Ichirō Ozawa in die Neue Fortschrittspartei, dann die Liberale Partei, für die er aber bei den Wahlen 1996 und 2000 den neuen Einzelwahlkreis Tokio 19 an Yoshinori Suematsu (DPJ) verlor. 2002 wurde er mit dem Beitritt der Liberalen Partei zur DPJ selbst Mitglied der DPJ, darin der Ozawa-Gruppe, für die er die Kandidatur im 11. Wahlkreis Tokio übernahm, den Hakubun Shimomura (LDP) bei den Wahlen 2003 und 2005 aber souverän verteidigte. Erst beim DPJ-Erdrutschsieg 2009, als Watanabe nicht mehr in einem Wahlkreis antrat, zog er über den Verhältniswahlblock Tokio ein zweites Mal ins Shūgiin ein.
Im Februar 2011 kündigte er gemeinsam mit 15 weiteren Anhängern Ozawas den Austritt aus der DPJ-Shūgiin-Fraktion ab. Zusammen wollten sie die Parteiführung unter Druck setzen, keine Disziplinarmaßnahmen gegen Ozawa zu ergreifen. Sie blieben zunächst Parteimitglieder, gründeten aber unter Watanabes Vorsitz eine eigene Gruppe, das Minshutō Seiken Kōtai ni Sekinin o motsu Kai (dt. etwa „Versammlung, die Verantwortung für die Regierungsübernahme durch die Demokratische Partei übernimmt“), und drohten die Haushaltsgesetze für das im April 2011 beginnende Fiskaljahr zu blockieren – wegen des „verdrehten Parlaments“ und der ablehnenden Haltung der Opposition braucht die Regierung zur Verabschiedung von Gesetzen (nicht des Haushalts an sich) eine Zweidrittelmehrheit im Shūgiin, die sie zusammen mit der SDP erreichen könnte, ohne die 16 Ozawa-Anhänger aber sicher verfehlt.
Im Dezember 2011 verließ Watanabe zusammen mit anderen Anhängern Ozawas endgültig die Partei, in der Shintō Kizuna war Watanabe Generalsekretär. 2012 wurde die Partei vor der Shūgiin-Wahl 2012 Teil der Nippon Mirai no Tō Ozawas. Für diese kandidierte Watanabe nun im 19. Wahlkreis Tokio, erhielt dort aber nur 7,6 % der Stimmen und war damit auch für eine Wiederwahl über die Verhältniswahl disqualifiziert.